# Niagara Falls, Ontario
Niagara Falls är en kanadensisk stad (lower tier city) i Ontario och är belägen vid gränsen mot USA.  Staden ligger på den västra sidan av Niagarafallen, vid Niagarafloden som går mellan Eriesjön och Ontariosjön' Niagara Falls ligger 184 meter över havet. Niagara Falls är en del av Saint Catharines storstadsområde, och har 88 071 invånare (2016) på en yta av 209,58 km². På andra sidan av Niagarafloden ligger grannstaden Niagara Falls i delstaten New York i USA.

## Politik
Politiskt styrs Niagara Falls av ett valt fullmäktige om åtta personer och en borgmästare. I regionfullmäktige i sekundärkommunen Regional Municipality of Niagara representeras staden av sin borgmästare och tre valda ledamöter.
2014 omvaldes Jim Diodati till borgmästare med 84,5 procent av alla röster i borgmästarvalet.